# Умершие в мае 1941 года
Это список известных людей, соответствующих установленным критериям значимости (см. Википедия:Критерии значимости персоналий), умерших в мае 1941 года.
Причина смерти указывается лишь в исключительных случаях (убийство, самоубийство, гибель в результате военных действий, смертная казнь, ДТП или несчастные случаи). В остальных случаях — не указывается.

## 2 мая
- Жироу, Александр (57) — американский энтомолог.
- Стжелецкий, Болеслав, блаженный Римско-Католической Церкви, священник, мученик. Погиб в Освенциме
- Тукан, Ибрагим (36) — палестинский поэт, автор современного гимна Ирака. Умер из-за болезни желудка.

## 4 мая
- Гюнтер, Николай Максимович (69) — российский и советский математик, член-корреспондент АН СССР.
- Маккиватт, Кристофер (61), австралийский регбист, чемпион летних Олимпийских игр 1908 г.
- Паллавичини, Иоганн фон (92), австро-венгерский дипломат, маркиз. Последний посол Австро-Венгрии в Османской империи.

## 6 мая
- Кирисима, Эрико (42), русская и японская балерина, основавшая первую в Японии балетную школу.

## 7 мая
- Вайнкоп, Давид (64), голландский политический деятель, коммунист. Умер от сердечного приступа.
- Фрэзер, Джеймс Джордж (87), английский антрополог, культуролог, фольклорист и историк религии, внёсший огромный вклад в изучение тотемизма, магии и трансформации религиозных верований на протяжении истории человечества.

## 8 мая
- Боголепов, Дмитрий Петрович (55), российский экономист и политический деятель.
- Крюдер, Эрнст-Феликс (43), немецкий капитан 1-го ранга (капитан цур зее), командир вспомогательного крейсера «Пингвин». Один из самых результативных капитанов Кригсмарине. Погиб на потопленном англичанами корабле.
- Наталья Обренович (81), первая королева-консорт Сербии (1882—1888). Умерла во Франции.
- Шмерал, Богумир (60), чешский политик, основатель Коммунистической партии Чехословакии. Умер в Москве.

## 9 мая
- Грелевский, Стефан (42), блаженный Римско-Католической Церкви, священник, педагог, польский писатель и журналист, мученик. Погиб от голода в Дахау.

## 10 мая
- Кортевег, Дидерик (93), нидерландский математик, выполнивший первые работы по исследованию уравнения Кортевега — де Фриза.
- Угримов, Борис Иванович, инженер, учёный в области электротехники. Автор первого в России учебного курса лекций по электротехнике (1898).

## 11 мая
- Пегги Шэннон (31), американская кино- и театральная актриса. Умерла от сердечного приступа.

## 12 мая
- Радзивилл, Екатерина, польская писательница, аферистка. Умерла в Нью-Йорке.

## 14 мая
- Хельк, Николай (55), эстонский военачальник, генерал-майор. Расстрелян по приговору советского суда.

## 15 мая
- Адам, Лоу (22), нидерландский и швейцарский футболист, игрок сборной Швейцарии и Нидерландов. Умер от сердечного приступа.

## 16 мая
- Гревс, Иван Михайлович(81), русский историк, педагог, краевед и общественный деятель

## 17 мая
- Гог, Вил ван (79) — младшая сестра художника-постимпрессиониста Винсента ван Гога. Умерла в психиатрической больнице.

## 18 мая
- Залкинд, Семён Рафаилович (71), первый классифицированный врач в Калмыкии, основатель первой больницы в Элисте.
- Зомбарт, Вернер (78), немецкий экономист, социолог и историк, философ культуры.

## 20 мая
- Разиэль, Давид (31) — израильский военный деятель, один из основателей и четвёртый руководитель подпольной военной организации «Иргун». погиб от бомбы, сброшенной с немецкого самолёта.
- Рейдер, Юлия Александровна, российская и советская оперная певица (лирико-драматическое сопрано), вокальный педагог.

## 21 мая
- Полякин, Мирон Борисович (46), российский и советский скрипач, педагог

## 22 мая
- Пендлбери, Джон — британский археолог, расстрелян немецкими оккупантами на Крите

## 23 мая
- Остин, Герберт (74), английский инженер, автомобилестроитель, предприниматель, основатель компании Austin Motor Company. Умер от сердечного приступа.

## 24 мая
- Рамболд, Хорас (72), британский дипломат.
- София Люксембургская (39), люксембургская принцесса, в браке принцесса Саксонская, умерла от пневмонии

## 27 мая
- Линдеман, Эрнст (47), немецкий военно-морской офицер, командир линейного корабля «Бисмарк». Погиб в бою.
- Лютьенс, Гюнтер (52), германский военно-морской деятель, адмирал (1940).Командующий германским военно-морским флотом (1940—1941). Погиб на линкоре «Бисмарк».

## 28 мая
- Зибс, Теодор (78), немецкий учёный-лингвист, занимавшийся вопросами германистики средневековья.
- Нововейский, Антоний Юлиан (83), блаженный Римско-Католической Церкви, епископ, историк, мученик. погиб в нацистском концлагере.

## 29 мая
- Боров, Михаил Романович — борец, первый чемпион Советской России среди профессиональных борцов классического (греко-римского) стиля. Умер от заражения крови.

## 30 мая
- Магазинер, Яков Самойлович (51), советский музыкальный педагог, представитель советской скрипичной школы, профессор Киевской государственной консерватории
- Прачадипок, он же Рама VII (47), последний абсолютный монарх и первый конституционный монарх Сиама (1925—1935) из династии Чакри. Умер от сердечного приступа.
- 31 мая — Амоедо, Родольфо (83), бразильский художник[1].